# Qeshlāq-e Dīz
Qeshlāq-e Dīz (persiska: قشلاق ديز) är en ort i Iran.   Den ligger i provinsen Ardabil, i den nordvästra delen av landet, 300 km nordväst om huvudstaden Teheran. Qeshlāq-e Dīz ligger 1 342 meter över havet och antalet invånare är 330.
Terrängen runt Qeshlāq-e Dīz är kuperad österut, men västerut är den bergig. Qeshlāq-e Dīz ligger nere i en dal. Runt Qeshlāq-e Dīz är det ganska glesbefolkat, med 38 invånare per kvadratkilometer. Närmaste större samhälle är Kolowr, 9,6 km norr om Qeshlāq-e Dīz. Trakten runt Qeshlāq-e Dīz består i huvudsak av gräsmarker.